# NGC 1248
NGC 1248 é uma galáxia lenticular (S0) localizada na direcção da constelação de Eridanus. Possui uma declinação de -05° 13' 29" e uma ascensão recta de 3 horas, 12 minutos e 48,4 segundos.
A galáxia NGC 1248 foi descoberta em 5 de Outubro de 1785 por William Herschel.